# 21Sextury
21Sextury es un estudio y productora de cine pornográfico estadounidense creado en 2003 y que desde 2015 forma parte de Gamma Entertainment, Sostiene diversas webs en Europa y se encarga de producir películas que priman el contar con actores y actrices del Viejo Continente. Su sede está en Scottsdale (Arizona).

## Historia
Originalmente, 21Sextury era un estudio de producción pornográfico fundado para trabajar con actrices de Europa del Este, como eran los casos de como Sandy, Anetta Keys, Sophie Moone o Mia Stone. Involucrado, desde las primeras etapas de Internet, en contar con subsidiarias para encontrar y difundir contenido, llegó a conseguir la afiliación de sitios como ClubSandy.com y PixAndVideo.com. A mediados de la década de 2000, el estudio utilizó el acceso móvil y puso el contenido a disposición a través de WAP. En una revisión de la red (principios de 2010), alrededor de 40 sitios web de la red 21Sextury fueron elogiados por su amplia gama de películas en alta definición. Al mismo tiempo, la red fue criticada por lo que se refería a todos los sitios y algunos sitios no recibían actualizaciones periódicas.
Más tarde, el alcance del estudio se amplió para incluir filmaciones desde los Estados Unidos, y se ampliaron los nichos seleccionados inicialmente (incluido el fetichismo de pies y la sexualidad lésbica). En 2015, el estudio fue adquirido por Gamma Entertainment, empresa canadiense que cuenta con otros sitios como Girlsway, Devil's Film, Pure Taboo o Burning Angel, y que engloba su marca dentro de la plataforma de difusión AdulTime, que también produce contenido original. El distribuidor de las películas del estudio es Pulse Distribution.
En los Premios Venus del 2005, el estudio ganó el premio en la categoría de Mejor estudio nuevo en Europa. Con varias nominaciones en los Premios AVN y XBIZ, en enero de 2014, el estudio se alzaría en los Premios XBIZ con el galardón al Sitio porno del año.

## Series y subsidiarias
Además de las producciones independientes, el estudio también ha lanzado producciones seriales, como en los casos de Anal Empire, Anal Teen Angels, Asshole Fever, DP Fanatics, Fantasstic DP, Foot Art, Footsie Babes, Hardcore Fever, Les Babez, Seductive, Tales From Gape Land o Teen Fever.
21Sextury opera y mantiene actualmente más de 30 sitios web, cuya temática diversa va desde el softcore hasta el hardcore, pasando por los géneros lésbico y fetichista. De todos destacan: 21Naturals, 21Sextreme, Anal Teen Angels, Asshole Fever, Club Sandy, DP Fanatics, Footsie Babes o Gape Land.

## Actrices
Algunas de las actrices que trabajan (o han trabajado) para 21Sextury son:
- Abbie Cat
- Abby Lee Brazil
- Abella Danger
- Adria Rae
- Adriana Chechik
- Aidra Fox
- Alana Cruise
- Alektra Blue
- Aleska Diamond
- Aletta Ocean
- Alexa Tomas
- Alexis Crystal
- Alina Li
- Alyssia Kent
- Amarna Miller
- Amirah Adara
- Amy Anderssen
- Ana Monte Real
- Anetta Keys
- Angel Dark
- Angel Wicky
- Angela White
- Angelika Grays
- Anissa Kate
- Anna De Ville
- Anna Polina
- Anya Olsen
- Apolonia Lapiedra
- Asa Akira
- Ava Addams
- Ava Dalush
- Belle Claire
- Black Angelika
- Blanche Bradburry
- Blue Angel
- Bobbi Starr
- Brett Rossi
- Briana Banks
- Bridgette B.
- Brooke Haven
- Capri Anderson
- Carmen Caliente
- Carmen Valentina
- Carolina Abril
- Cassidy Klein
- Cassie del Isla
- Cathy Heaven
- Cayenne Klein
- Celeste Star
- Chanel Preston
- Cherry Jul
- Cherry Kiss
- Chloe Scott
- Christina Bella
- Cindy Dollar
- Cindy Hope
- Cindy Lords
- Clara G.
- Claudia Rossi
- Courtney Cummz
- Dana DeArmond
- Dava Foxx
- Dillion Harper
- Dolly Leigh
- Dylan Ryder
- Elena Koshka
- Ella Knox
- Elsa Jean
- Erica Fontes
- Eva Angelina
- Eva Karera
- Eve Angel
- Eveline Dellai
- Foxy Di
- Franceska Jaimes
- Georgia Jones
- Gina Gerson
- Gina Valentina
- Ginebra Bellucci
- Giselle Palmer
- Heather Starlet
- Henessy
- Holly Hendrix
- India Summer
- Ivana Sugar
- Jasmine Jae
- Jennifer Dark
- Jessa Rhodes
- Jessie Volt
- Jill Kassidy
- Julia de Lucía
- Julia Roca
- Julie Silver
- Kagney Linn Karter
- Karla Kush
- Katsuni
- Kelly Divine
- Kenzie Reeves
- Kiara Lord
- Krissy Lynn
- Lauren Phillips
- Layla Sin
- Lea Lexis
- Lena Nitro
- Lena Paul
- Lexi Lowe
- Liliane Tiger
- Lily LaBeau
- Liya Silver
- Liza del Sierra
- Lou Charmelle
- Lucy Lee
- Luna Rival
- Mandy Bright
- Mandy Dee
- Marica Hase
- Mea Melone
- Mia Malkova
- Misha Cross
- Monica Sweetheart
- Monique Alexander
- Mya Diamond
- Natalia Starr
- Natasha Starr
- Nekane Sweet
- Nikita Bellucci
- Nikita Von James
- Nikki Benz
- Nikky Thorne
- Nina Elle
- Olivia Austin
- Peaches
- Phoenix Marie
- Piper Perri
- Puma Swede
- Quinn Wilde
- Raylene
- Rayveness
- Rebecca Volpetti
- Regina Ice
- Riley Reid
- Rita Faltoyano
- Samantha Bentley
- Samantha Ryan
- Sasha Rose
- Sharka Blue
- Sienna Day
- Simone Peach
- Sophie Dee
- Sophie Moone
- Stacy Silver
- Stella Cox
- Suzie Carina
- Suzie Diamond
- Taissia Shanti
- Tanya Tate
- Tarra White
- Taylor Sands
- Tiffany Doll
- Tiffany Tatum
- Tina Kay
- Tori Black
- Valentina Nappi
- Valentina Ricci
- Vanda Lust
- Veronica Vanoza
- Zafira